# Merrill-gyümölcsgalamb
A Merrill-gyümölcsgalamb (Ptilinopus merrilli) a madarak osztályának galambalakúak (Columbiformes) rendjébe és a galambfélék (Columbidae) családjába tartozó faj.

## Rendszerezése
A fajt Richard Crittenden McGregor francia zoológus írta le 1916-ban, a Leucotreron nembe Leucotreron merrilli néven. Sorolják a Ramphiculus nembe Ramphiculus merrilli néven is.

## Alfajai
- Ptilinopus merrilli faustinoi (Manuel, 1936) - Luzon szigetén, a Sierra Medre hegység északi része
- Ptilinopus merrilli merrilli (McGregor, 1916) - Luzon szigetén, a Sierra Medre hegység déli része, valamint Catanduanes és Polillo szigetek [2]

## Előfordulása
A Fülöp-szigetekhez tartozó Luzon szigetén és pár kisebb szigeten honos. Természetes élőhelyei szubtrópusi és trópusi síkvidéki esőerdők. Állandó, nem vonuló faj.

## Megjelenése
Testhossza 38 centiméter.

## Életmódja
Gyümölcsökkel táplálkozik.

## Természetvédelmi helyzete
Az elterjedési területe kicsi, egyedszáma pedig csökken. A Természetvédelmi Világszövetség Vörös listáján mérsékelten fenyegetett fajként szerepel.